# Osmoceen
Osmoceen is een metalloceen met als brutoformule Os(C5H5)2. De stof komt voor als witte vaste stof, die oplosbaar is in di-ethylether.

## Synthese
Osmoceen wordt bereid uit een reactie van osmium(VIII)oxide met waterstofbromide, gevolgd door reactie met zink en cyclopentadieen:
{\displaystyle \mathrm {OsO_{4}\ {\xrightarrow[{2)\ Zn/C_{5}H_{6}}]{1)\ HBr}}\ Os(C_{5}H_{5})_{2}} }

## Structuur en eigenschappen
Osmoceen behoort tot een groep van organometaalverbindingen die metallocenen genoemd worden. Het is structureel vergelijkbaar met ferroceen. Kristallen van osmoceen zijn orthorombisch en behoren tot ruimtegroep Pnma. De parameters van de eenheidscel zijn:
- a = 707,9 pm
- b = 890,8 pm
- c = 1277,1 pm

Osmoceen is isomorf en iso-elektronisch met ruthenoceen. De bindingslengte van de osmium-koolstofbinding bedraagt 222 pm. Osmoceen vertoont een grote affiniteit voor Lewis-zuren en vormt desgevolgend adducten.